# Ангарск (станция)
Анга́рск — основная пассажирская железнодорожная станция в городе Ангарске Иркутской области. Станция расположена на Транссибирской магистрали, в 5145 километрах от Москвы. Относится к Иркутскому региону Восточно-Сибирской железной дороги.
Останавливаются все пригородные поезда, ускоренные пригородные поезда, экспрессы, пассажирские поезда. Кроме того, используется для отстоя и обгона грузовых поездов, а также для разъединения сдвоенных грузовых поездов чётного направления. Имеются подъездные пути к пивзаводу, хлебозаводу, продовольственной базе «Сатурн».
Соседняя станция на западе, на которую ведёт трёхпутный перегон: Китой, на востоке станция Ангарск соединена трёхпутным перегоном со станцией Суховская и однопутным перегоном со станцией Суховская-Южная.
В пассажирском парке станции имеется 7 путей, в восточном парке — 5 путей.

## Вокзал
Строительство вокзала станции началось в 1951 году. 28 мая 1961 года он открылся. 1961 год был годом первого полёта человека в космос, поэтому оформление выполнено в космическом стиле: потолок на втором этаже был выполнен в виде звёздного неба. На привокзальной площади был установлен памятник покорителям космоса. Во время реконструкции привокзальной площади в 2004 году памятник убрали. 4 октября 2019 года снова занял своё место. В процессе косметического ремонта вокзала в 1974 году потолок в виде звёздного неба побелили, потому что не нашлось специалистов, способных его отреставрировать. Раньше одной из особенностей здания была картинная галерея, состоявшая из 4 полотен, на которых были изображены движущийся поезд, первостроители на сопке, дети в пионерском лагере и сосновый бор. Сейчас этих картин нет. Первый капитальный ремонт вокзала, который длился более 2 лет, начался в 1993 году, после разлива 3 килограммов ртути на железнодорожные пути. В 2010 году был проведён ещё один капитальный ремонт, в ходе которого были заменены окна и кровля, был отреставрирован фасад здания.
Вокзал является конечной остановкой для автобусов №№ 3, 7, 8, 9, 27, 28, а также для пригородного автобуса № 390 Усолье-Сибирское — Ангарск. Самые поздние рейсы до железнодорожного вокзала выполняют автобусы 3, 7, 8, 10 маршрутов, они привозят пассажиров в период с 21 часа до 22.10. Точное время прибытия автобусов поздних рейсов можно узнать в интернет-приложении Go2bus или справочном центре автоколонны № 1948 по тел.:8(3955)  608-200 (работает ежедневно с 8 до 23 часов).  Недалеко от вокзала находилась остановка трамваев №№ 5 и 11 «Кислородная», но с 1 марта 2021 года эти маршруты закрыты.

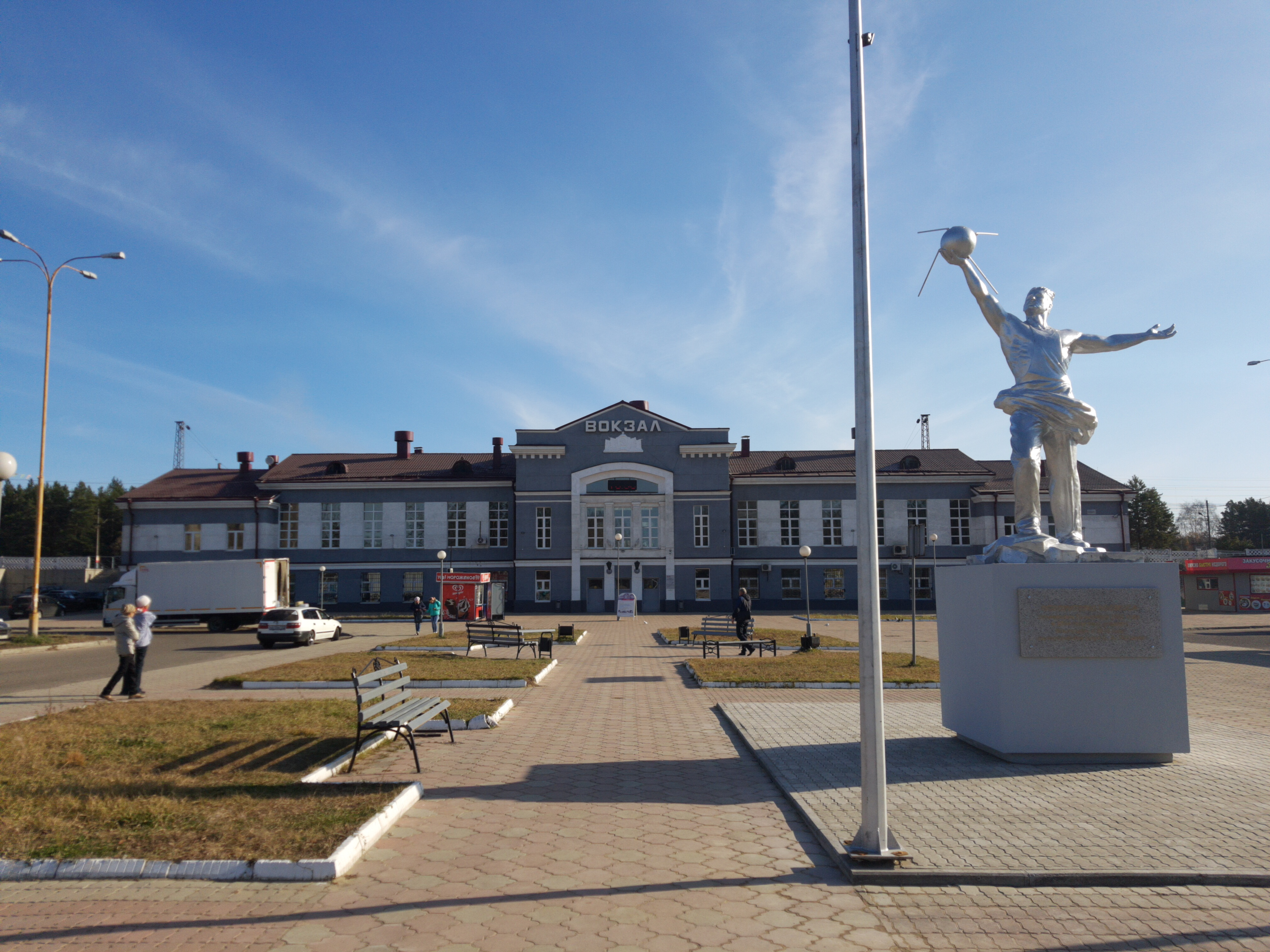
Вид вокзала со стороны города
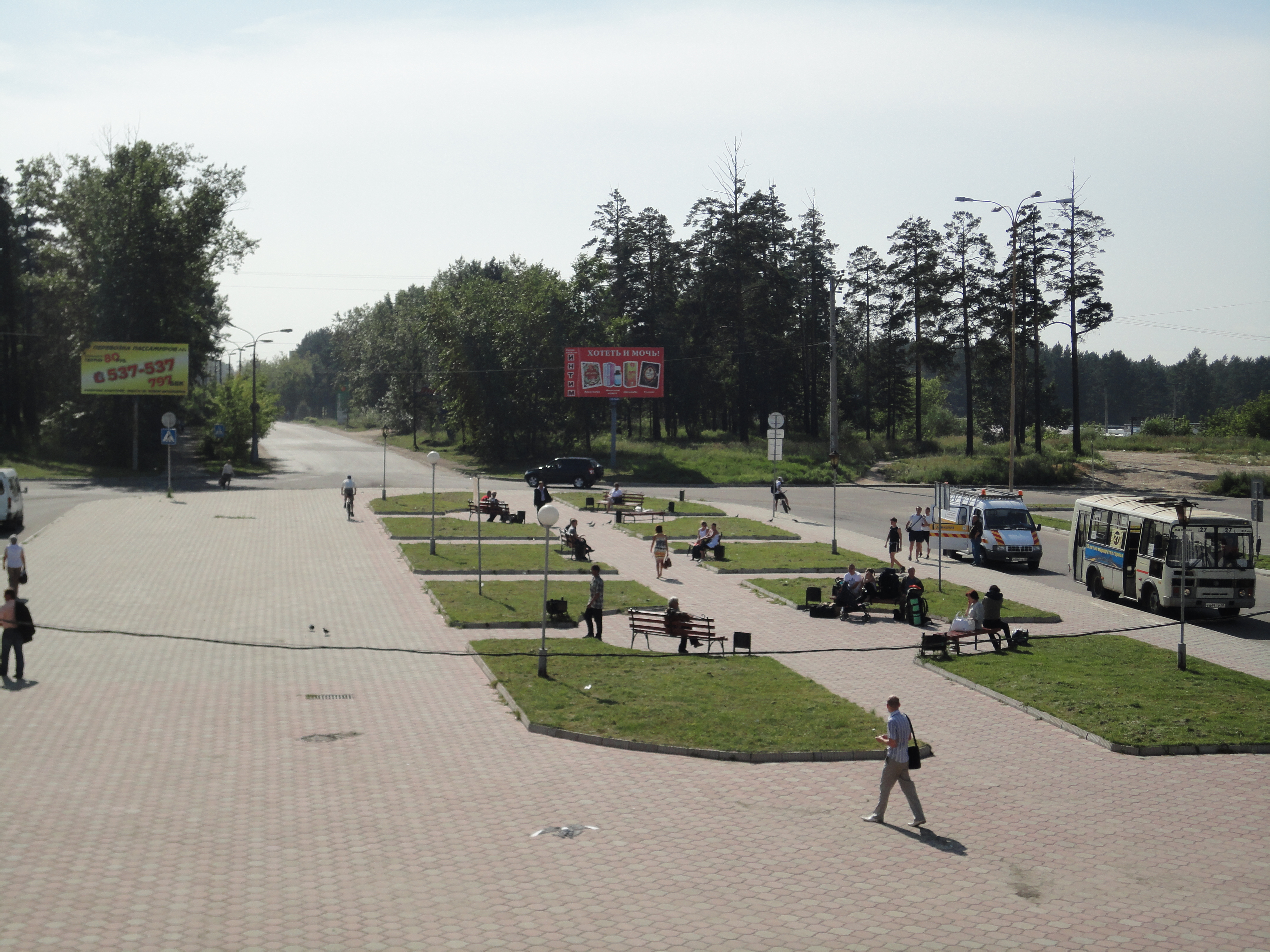
Привокзальная площадь
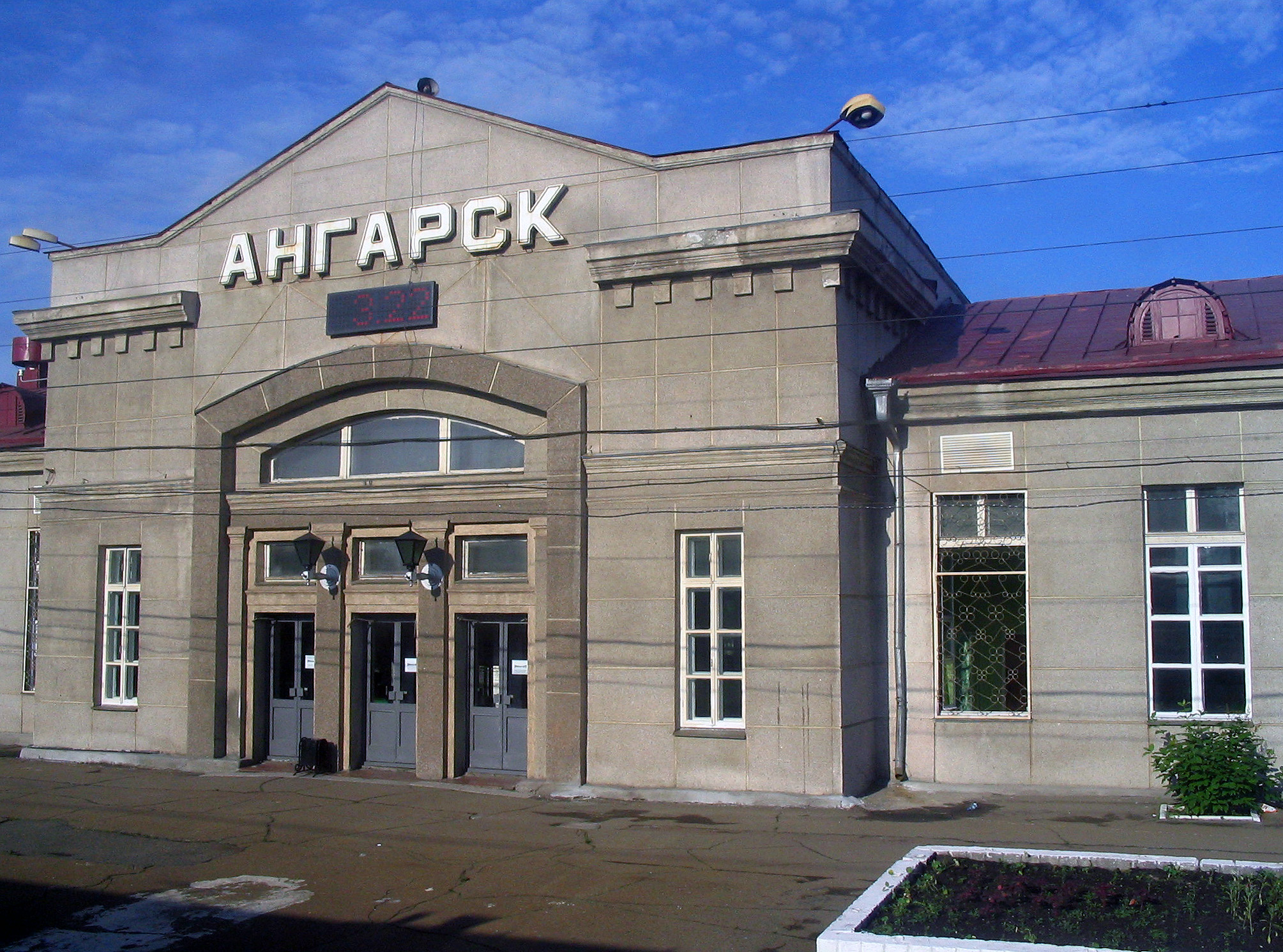
Здание вокзала до ремонта, проведённого в 2010 году

## Дальнее следование по станции
По графику 2019 года через станцию проходят следующие поезда:

### Круглогодичное движение поездов
| № поезда   | Маршрут движения           | № поезда   | Маршрут движения           |
| ---------- | -------------------------- | ---------- | -------------------------- |
| 1 "Россия" | Владивосток — Москва       | 2 "Россия" | Москва — Владивосток       |
| 7          | Владивосток — Новосибирск  | 8          | Новосибирск — Владивосток  |
| 11         | Владивосток — Самара       | 12         | Самара — Владивосток       |
| 57         | Иркутск — Тайшет           | 58         | Тайшет — Иркутск           |
| 69         | Чита — Москва              | 70         | Москва — Чита              |
| 71         | Улан-Удэ — Северобайкальск | 72         | Северобайкальск — Улан-Удэ |
| 77         | Нерюнгри — Новосибирск     | 78         | Новосибирск — Нерюнгри     |
| 81         | Улан-Удэ — Москва          | 82         | Москва — Улан-Удэ          |
| 87         | Иркутск — Усть-Илимск      | 88         | Усть-Илимск — Иркутск      |
| 99         | Владивосток — Москва       | 100        | Москва — Владивосток       |
| 207        | Владивосток — Новокузнецк  | 208        | Новокузнецк — Владивосток  |

### Сезонное движение поездов

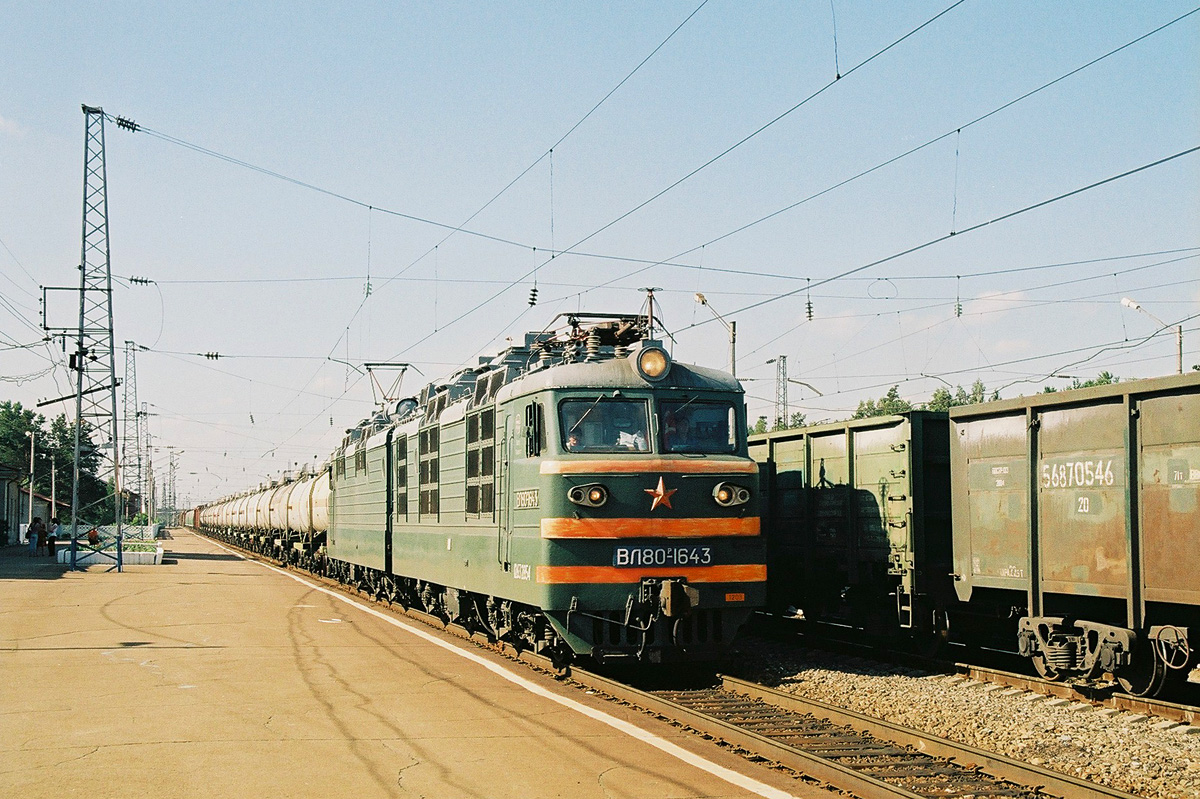
Грузовой поезд, ведомый электровозом ВЛ80Р на станции

| № поезда | Маршрут движения | № поезда | Маршрут движения |
| -------- | ---------------- | -------- | ---------------- |
| 205      | Иркутск — Анапа  | 206      | Анапа — Иркутск  |
| 241      | Иркутск — Адлер  | 242      | Адлер — Иркутск  |
| 269      | Чита — Адлер     | 270      | Адлер — Чита     |